# Довбищенко Віктор Семенович
Віктор Семенович Довбищенко (нар. 21 жовтня (3 листопада) 1910, Харків — 24 вересня 1953, Київ) — український радянський режисер, театрознавець, педагог, заслужений артист УРСР (1946).

## Життєпис

Могила Віктора Довбищенка, Байкове кладовище

Народився 21 жовтня (3 листопада) 1910 року у Харкові.
У 1932 р. закінчив акторський факультет Харківського музично-драматичного інституту (викладач І. Мар'яненко), у 1934 р. — режисерський факультет цього вишу (викладач В. Василько).
Працював у Харкові: у 1927–1930 рр. режисером у студії «Слово», у 1930–1931 рр. - режисером радіо-театру, у 1931–1934 рр. - режисером Червонозаводського українського драматичного театру (від 1933 — у м. Сталіно, нині Донецьк).
У 1935–1938 рр. працював режисером Київської кіностудії художніх фільмів. Допомагав О. Довженку у зйомках фільму «Щорс» (1939); зняв докуменальний фільм «Кандидат».
У 1938–1939 рр. був головним режисером Харківського театру ім. Ленінського комсомолу, у 1939–1941 — Одеського театру Революції; у 1941–1942 рр. — художнім керівником Кабардинського драматичного театру, у 1941–1944 — Ворошиловградського драматичного театру ім. О. Островського, 1947–52 — Київ. ТЮГу. 
У 1947—1952 роках — художній керівник Київського театру юного глядача.
З 1932 р. викладав в театральних закладах Харкова, Києва, Одеси, Ворошиловграда, зокрема, у 1947—1953 — у Київському інституті театрального мистецтва. 
Упорядник хрестоматій «Поради режисера» (1948), «Про мистецтво режисера» (1948), «Про мистецтво театру» (1954, у співавторстві) та інших.
Помер 24 вересня 1953 року. Похований в Києві на старій частині Байкового кладовища разом з дружиною та донькою.

### Особисте життя
Дружина — заслужена артистка УРСР Тетяна Вечора (1904—1990). Донька — театрознавиця Галина Довбищенко (1938—1999). Онук — доктор історичних наук, професор Михайло Довбищенко (нар. 1966).

## Вистави
- «Катерина» М. Аркаса за Т. Шевченком (1933);
- «Загибель ескадри» О. Корнійчука (1934);
- «Професор Мамлок» Ф. Вульфа (1935);
- «Лісова пісня» Лесі Українки (1939, 1948);
- «Назар Стодоля» Т. Шевченка (1941);
- «Циганка Аза» М. Старицького (1941);
- «Запорожець за Дунаєм» С. Гулака-Артемовського (1941);
- «Украдене щастя» І. Франка (1944);
- «Загибель ескадри» О. Корнійчука;
- «Дванадцять місяців» С. Маршака;
- «Сім'я» І. Попова;
- «Мачуха» Оноре де Бальзака;
- «Як гартувалася сталь» за М. Островським (1948);
- «Червона шапочка» Є. Шварца (1948);
- «Два капітани» В. Каверіна (1949);
- «Одруження» М. Гоголя (1951) та інші.